# Maracounda
Ne doit pas être confondu avec Camaracounda.
Maracounda est un village du Sénégal situé en Basse-Casamance. Il fait partie de la communauté rurale de Ouonck, dans l'arrondissement de Tenghory, le département de Bignona et la région de Ziguinchor.
Lors du dernier recensement (2002), la localité comptait 344 habitants et 48 ménages.